# Andrei Hvostov

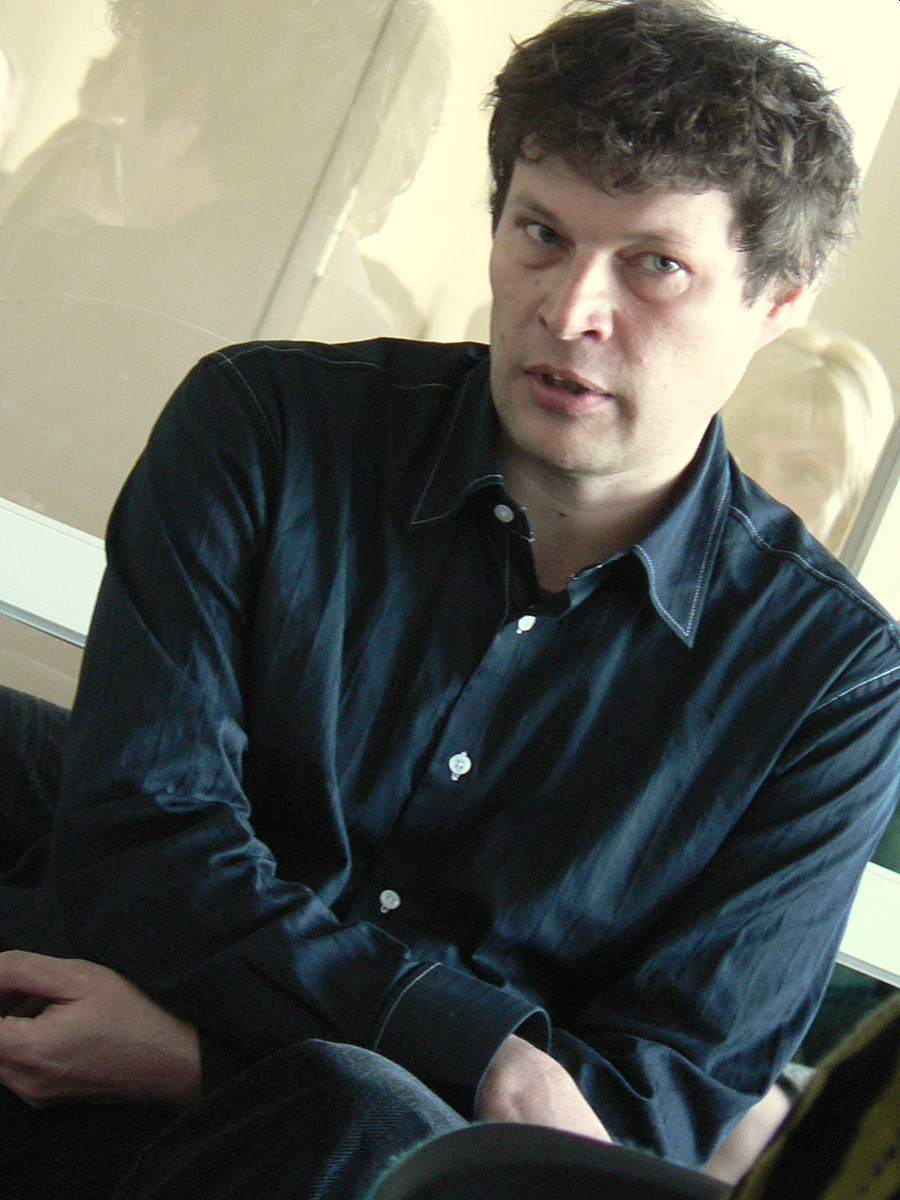
Andrei Hvostov (2008)

Andrei Hvostov (nascido a 10 de julho de 1963, em Jõhvi ) é um jornalista e escritor estoniano.
Em 1995 ele formou-se na Universidade de Tartu, tendo estudado história.
Como jornalista, trabalha principalmente para a Eesti Ekspress.

## Obras
- 2004: romance "Lombakas Achilleus"
- 2011: romance "Sillamäe passioon"
- 2016: romance "Impressões Šokolaadist"